# بين شو (لاعب كرة قدم أمريكية)
بين شو (بالإنجليزية: Ben Shaw) هو لاعب كرة قدم أمريكية أمريكي، ولد في 29 يونيو 1893 في كوشوكتون في الولايات المتحدة، وتوفي في 16 مارس 1959.

## وصلات خارجية
- هذه المقالة لا تملك بيانات على ويكي بيانات